# Kirsten Bibbins-Domingo
Kirsten Bibbins-Domingo es una epidemióloga y médica estadounidense. Es la decimoséptima editora en jefe de la Revista de la Asociación Médica Estadounidense (JAMA) y de la Red JAMA. Es profesora de Epidemiología y Bioestadística y profesora titular de Medicina, Lee Goldman, MD, en la Universidad de California, San Francisco. Es internista general en el Hospital General de San Francisco.
Bibbins-Domingo es una reconocida experta en prevención y equidad en salud,  ha publicado más de 200 artículos de investigación originales revisados por pares. Es epidemióloga de enfermedades cardiovasculares cuyo trabajo se centra en enfoques clínicos y de salud pública para la prevención, particularmente en adultos jóvenes. Se desempeñó como presidenta, vicepresidenta y miembro del Grupo de Trabajo de Servicios Preventivos de los Estados Unidos de 2010 a 2017.
En UCSF se desempeñó como vicedecana inaugural de Salud de la Población y Equidad en Salud en la Facultad de Medicina de UCSF y fue presidenta del Departamento de Epidemiología y Bioestadística de UCSF de 2017 a 2022.  En 2006, Bibbins-Domingo cofundó el Centro UCSF para Poblaciones Vulnerables en el Hospital General Zuckerberg San Francisco, un centro de investigación centrado en promover la equidad sanitaria y reducir las disparidades sanitarias en el Área de la Bahía de San Francisco, a nivel nacional y mundial. Fue administradora de la Universidad de Princeton de 2018 a 2022.